# Marisol González Felip
Marisol González Felip (Nules, Castellón, 17 de junio de 1962) es una poetisa valenciana. En 1985 se licenció por la Universidad de Valencia. Posteriormente fue profesora de valenciano de enseñanza secundaria y miembro de la Academia Valenciana de la Lengua.
Ha publicado entre otras, Les hores baixes (1988), Afegiràs abril (1993), Paral·lelament a la fosca (1999). Si bien su producción es mayoritariamente en lengua valenciana, ha publicado también en castellano. Ha recibido varios premios por su actividad literaria.

## Obra

### Poesía[2]
- Les hores breus (Nules: Ajuntament de Nules, 1988).
- L'edat deserta (Villarreal: Ajuntament de Vila-real, 1990).
- La tendresa dels freixes (Nules: Ajuntament de Nules, 1991).
- Aprenc la separació (Villarreal: Ajuntament de Vila-real, 1992).
- Afegiràs abril (Valencia: Derzet i Dagó, 1993).
- Sirimiri (Valencia: La Forest d'Arana, 1994).
- Chubascos dispersos (Valencia: Amós Belinchón, 1994).
- Mar d'heura (Villarreal: Ajuntament de Vila-real, 1995).
- Papallones de dilluns (Palma de Mallorca: Editorial Moll, 1996).
- Paral·lelament a la fosca (Benicull: Editorial 7 i mig, 1999).
- Pasqual (Benicull de Xúquer: Editorial 7 i mig, 2001).
- Paraula de retorn (Tria personal: 1988-2000) (Valencia: Brosquil, 2002).

### Cuentos infantiles[3]
- Contes d'aigua i rima amb un raget de llima (Valencia: Derzet i Dagó, 1995).

### Diccionarios[3]
- Frases fetes al nord de la llengua. Diccionari de les comarques de Castelló (Castellón: Diputació de Castelló, 2000) (ISBN 8489944512; o 84-89944-51-2)